# Margaret Chan
Margaret Chan OBE (Hong Kong, 1947) és la directora de l'Organització Mundial de la Salut des del 2007 i una de les dones més poderoses del món segons la revista Forbes. Economista de formació, la seva carrera sempre ha estat lligada a la salut pública, primer al seu país d'origen i posteriorment en organismes internacionals. Les seves prioritats declarades per a l'OMS passen per millorar la salut a Àfrica. Les seves declaracions sobre diversos sistemes de salut nacionals han estat acompanyades sovint de polèmica, com quan va lloar el sistema de Corea del Nord.